# Адамантизавр
Адамантизавр (лат. Adamantisaurus) — род завроподных динозавров из группы титанозавров, живших во времена верхнемеловой эпохи (83,6—66,0 млн лет назад) на территории современной Бразилии. Известен только по шести хвостовым позвонкам, но, так как он является зауроподом, можно предположить, что этот динозавр был очень крупным животным с длинной шеей и хвостом. Точный внешний вид восстановить невозможно, пока не будет найдено больше материала.
Хотя название этого животного было впервые упомянуто в печати в 1959 году, официальным оно стало после описания бразильскими палеонтологами Родриго Сантуччи и Рейналдо Бертини в 2006 году. Родовое название дано в честь адамантинской свиты в бразильском штате Сан-Паулу, где были найдены ископаемые остатки, окончание образовано от др.-греч. σαῦρος — «ящер», наиболее часто используемого слова в названиях динозавров. Типовой и единственный вид (Adamantisaurus mezzalirai) назван в честь Серхио Меззалиры (Mezzalira), бразильского геолога, который первым обнаружил остатки скелета.